# Labastide-Beauvoir
Labastide-Beauvoir ist eine französische Gemeinde mit 1.229 Einwohnern (Stand: 1. Januar 2022) im Département Haute-Garonne in der Region Okzitanien (vor 2016 Midi-Pyrénées). Sie gehört zum Arrondissement Toulouse und zum Kanton Escalquens. Die Einwohner werden Labastidois genannt.

## Geographie
Labastide-Beauvoir liegt etwa 22 Kilometer südöstlich von Toulouse in der Landschaft Lauragais. Im Norden reicht das Gemeindegebiet bis an den Fluss Marcaissonne. Umgeben wird Labastide-Beauvoir von den Nachbargemeinden Préserville im Nordwesten und Norden, Tarabel im Norden, Mourvilles-Basses im Nordosten und Osten, Varennes im Osten, Mauremont im Südosten und Süden, Baziège im Südwesten sowie Fourquevaux im Westen und Nordwesten.

## Bevölkerungsentwicklung
| Jahr                       | 1962 | 1968 | 1975 | 1982 | 1990 | 1999 | 2006 | 2013 | 2020 |
| Einwohner                  | 429  | 483  | 510  | 536  | 599  | 664  | 976  | 1139 | 1248 |
| Quellen: Cassini und INSEE |      |      |      |      |      |      |      |      |      |

## Sehenswürdigkeiten
- Kirche Notre-Dame
- Schloss Labastide-Beauvoir, seit 1983 Monument historique

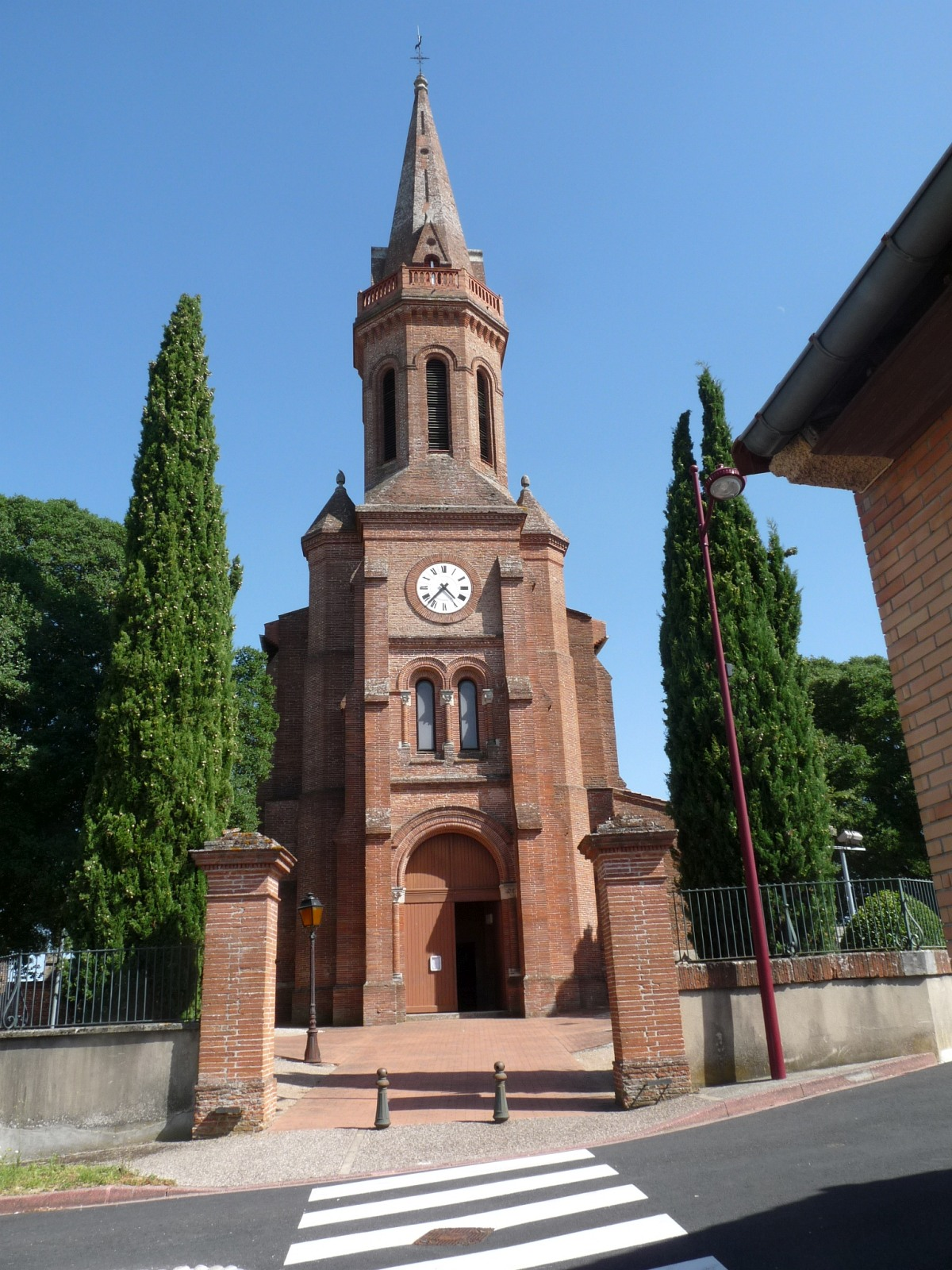
Kirche Notre-Dame
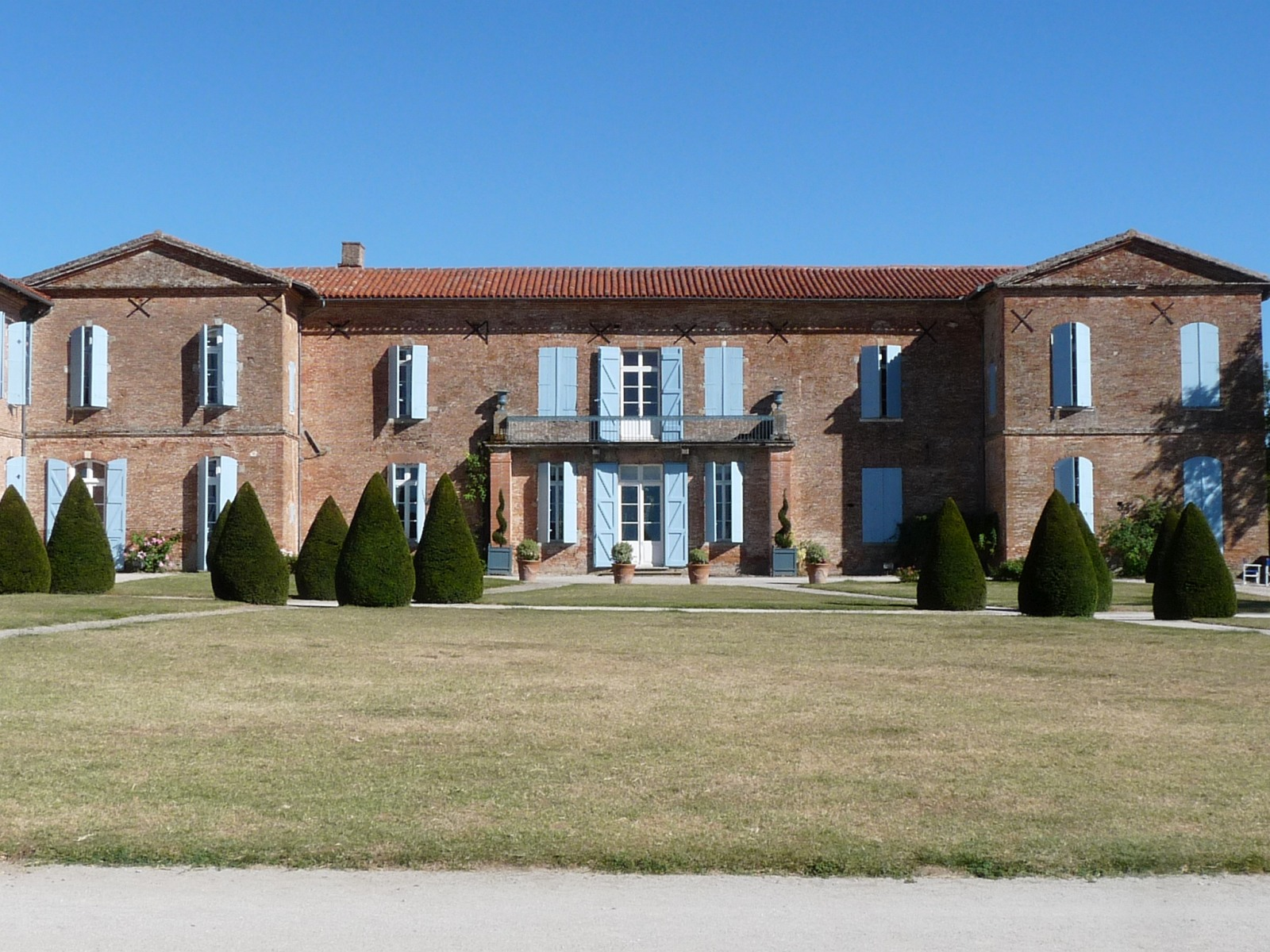
Schloss Labastide-Beauvoir
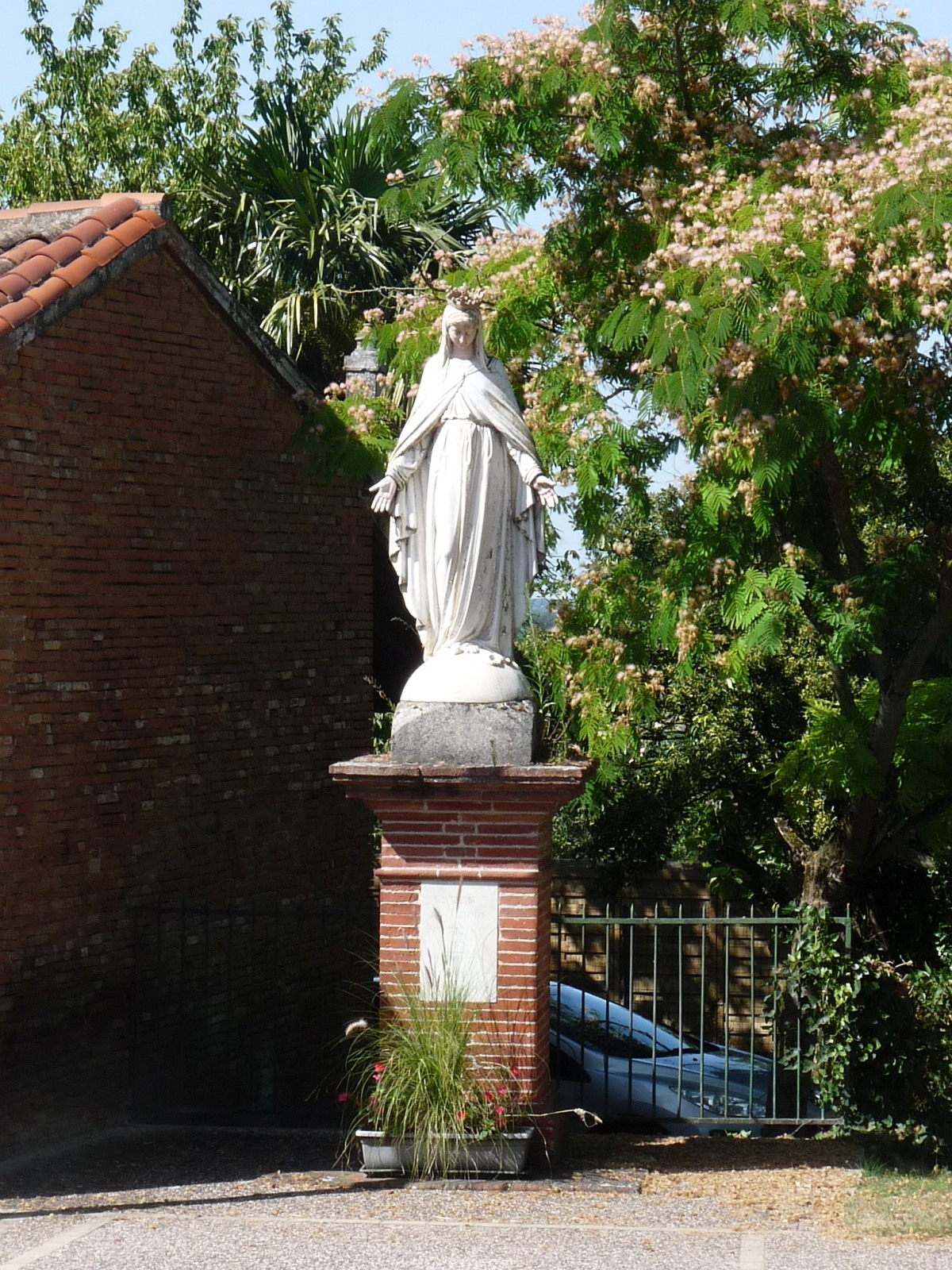
Marienstatue
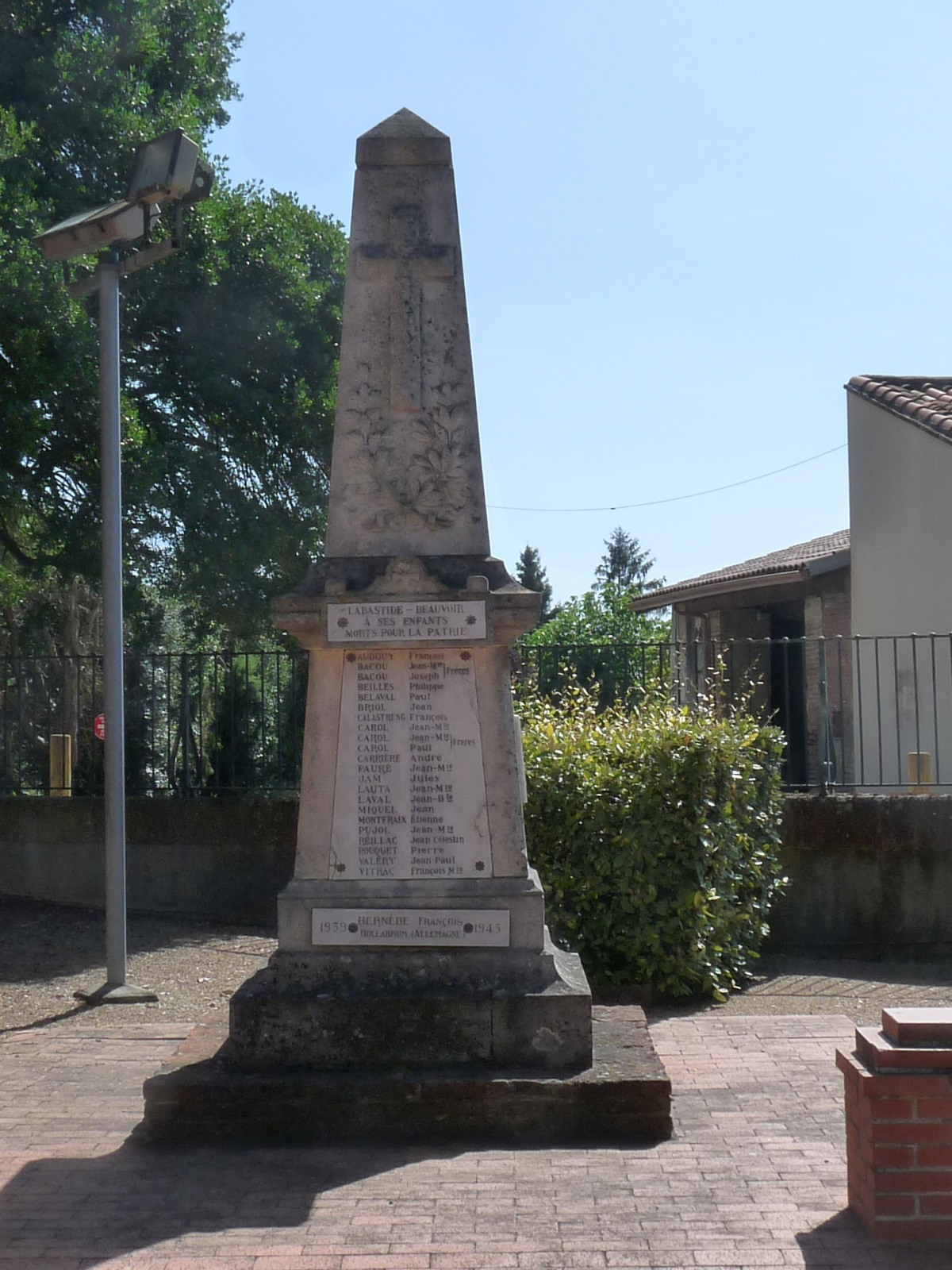
Gefallenendenkmal